# Léonard Offoumou Yapo
 (janvier 2012).
Si vous disposez d'ouvrages ou d'articles de référence ou si vous connaissez des sites web de qualité traitant du thème abordé ici, merci de compléter l'article en donnant les références utiles à sa vérifiabilité et en les liant à la section « Notes et références ».
Léonard Offoumou Yapo (Agboville, 1927 - Boissy-Saint-Léger, 5 décembre 2006) est un homme politique ivoirien d'ethnie abé.

## Biographie
Léonard Offoumou Yapo est le deuxième enfant de Offoumou Yapo et de Brou Angodji. Il est instituteur, professeur et principal de collège moderne d'Agboville. Il a créé des instituts, lycées, collèges et écoles primaires accessibles à toutes les couches sociales de Côte d'Ivoire. Le lycée moderne d'Agboville devient centre académique en 1985, sous sa bannière, alors que Paul Yao Akoto était le ministre de l'Éducation nationale.

### Carrière politique
Député à l'Assemblée nationale de Côte d'Ivoire en 1975, nommé par le président Félix Houphouët-Boigny, puis élu premier député-maire à Agboville lors de la législature de 1980, il est membre du bureau politique du PDCI-RDA.

### Cofondateur du scoutisme moderne
Il est président de la région Afrique de l'Organisation mondiale du mouvement scout jusqu'à 2003 et vice président mondial du scoutisme[réf. nécessaire]. Il a reçu le loup de bronze, la seule récompense du Comité de scout du monde, en 2005.
Offoumou Yapo est mort à Boissy-Saint-Léger à l'âge de 79 ans, le 5 décembre 2006. Il est inhumé dans sa chapelle en marbre à Attobrou érigée commune rurale par Laurent Gbagbo en 2005.

### Liens familiaux
Marié à Marie Mossochi, Offoumou Yapo est père de 5 enfants et issu d'une famille de 11 frères et sœurs.
Le frère aîné de Offoumou Yapo, chef Offoumou Baka Félix (Attobrou, 1921 - 5 novembre 1991), était un grand propriétaire terrien, richissime homme d'affaires et producteur et acheteur de cacao[réf. nécessaire] des années 1970-1990. Il entretenait de bonnes relations économiques avec des acheteurs de Syrie et du Liban. Il est le chef central des écoles de la localité d'Attobrou dans la région de l'Agnéby. Il a offert une école primaire au chef-lieu Attobrou et ses environs.
Un collège de Yopougon porte son nom.